# IC 5322
IC 5322 — галактика типу S0 (спіральна галактика) у сузір'ї Тукан.
Цей об'єкт міститься в оригінальній редакції індексного каталогу.